# Штјепанковице
Штјепанковице (чеш. Štěpánkovice) је насељено мјесто са административним статусом сеоске општине (чеш. obec) у округу Опава, у Моравско-Шлеском крају, Чешка Република.

## Становништво
Према подацима о броју становника из 2014. године насеље је имало 3.167 становника.